# A Change Is Gonna Come
A Change Is Gonna Come est une chanson écrite par Sam Cooke en 1963.

## Histoire
Emblématique du mouvement des droits civiques, elle figure sur le dernier album du chanteur paru de son vivant, Ain't That Good News (en), sorti en 1964 sous le label RCA Records. À la fin de l'année, elle apparaît en face B du single Shake (en). Après la mort de Cooke, assassiné le 11 décembre 1964, elle rencontre un certain succès, atteignant la 31e position du classement pop américain (Billboard).

## Création et influence
Sam Cooke a écrit ce morceau (dont le titre peut se traduire par « un changement est en train d'arriver ») après avoir écouté Blowin' in the Wind, de Bob Dylan. Il s'agit d'un de ses premiers morceaux avec un message politique, écrit dans un contexte tendu lié au racisme, à la ségrégation et au mouvement des droits civiques. Son influence a été énorme : le morceau était régulièrement diffusé avant les discours de Martin Luther King. Et Barack Obama en a cité des extraits lors du discours fêtant sa victoire, le 4 novembre 2008 à Chicago,.
En 2004, le magazine américain Rolling Stone classe la chanson en 12e position dans sa liste des « 500 plus grandes chansons de tous les temps ». Elle se hisse à la 3e place dans la nouvelle liste publiée par le magazine en 2021. Elle est sélectionnée par le Rock and Roll Hall of Fame, en 1995, comme l'une des « 500 chansons qui ont façonné le rock 'n' roll ».

## Reprises
- Otis Redding sur l'album Otis Blue: Otis Redding Sings Soul (1965)
- The Supremes sur l'album We Remember Sam Cooke (1965)
- Aretha Franklin sur l'album I Never Loved a Man the Way I Love You (1967)
- Al Green, en concert
- Etta James (même mélodie sur le titre I'd Rather Go Blind) (1968)
- Three Dog Night sur l'album Suitable for Framing (en) (1969)
- The 5th Dimension sur l'album Portrait (en) (1970)
- Baby Huey sur l'album The Baby Huey Story: The Living Legend (en) (1971)
- The Band sur l'album Moondog Matinee (1973)
- Bobby Womack sur l'album Home Is Where the Heart Is (en) (1976)
- George Benson sur l'album Livin' Inside Your Love (1979)
- Billy Preston sur l'album The Way I Am (en) (1981)
- Solomon Burke sur l'album A Change Is Gonna Come (1986)
- Tina Turner sur l'album Tina Live in Europe (1988)
- Graham Parker sur l'album Live! Alone In America (1989)
- The Neville Brothers sur l'album Yellow Moon (1989)
- Billy Bragg sur l'album The Internationale (1990)
- Terence Trent D'Arby sur le single Do You Love Me Like You Say? (1993)
- Elvin Jones sur l'album It Don't Mean a Thing (en) (1993)
- The Gits sur l'album Enter The conquering chicken (1994)[6]
- Leela James sur l'album A Change Is Gonna Come (en) (2005)
- Seal sur l'album Soul (2008)
- John Boutté sur l'album Jambalaya (2008)
- Playing For Change sur l'album Songs Around the World (2009)
- Everlast sur l'album Songs of the Ungrateful Living (2011)
- Her, en concert (2016) [7].

- Greta Van Fleet sur l'album From the fires (2017)
- Gavin DeGraw, en concert
- Celine Dion, à l'hommage à Aretha Franklin (Grammy Celebration Special 2019)
- Jennifer Hudson, à l'hommage à Denzel Washington (American Film Institute life achievement award 2019)